# Tinodes miyakonis
Tinodes miyakonis is een schietmot uit de familie Psychomyiidae. De soort komt voor in het Palearctisch gebied.